# Erfgoed Gelderland
Erfgoed Gelderland is een non-profit organisatie voor de Gelderse erfgoedsector. Als stichting en als coöperatie, bestaande uit bijna 250 Gelderse erfgoedorganisaties, biedt Erfgoed Gelderland ondersteuning en advies aan musea, historische verenigingen en andere erfgoedinstellingen in de provincie Gelderland. 

## Geschiedenis
Erfgoed Gelderland - toen nog onder de naam Gelders Erfgoed - werd opgericht in 1957 door 30 Gelderse erfgoedorganisaties, met als doel: de onderlinge samenwerking vergroten. Het groeide eind twintigste eeuw uit tot een ondersteuningsbureau voor de gehele Gelderse erfgoedsector. In 2010 werd de coöperatie Erfgoed Gelderland UA opgericht, waardoor het ondernemerschap van de erfgoedsector werd gescheiden van de provinciale ondersteuning. Zo werd Erfgoed Gelderland zowel een stichting als coöperatie. Erfgoed Gelderland werkt vanuit het motto: Samen verleden toekomst geven.

## Stichting en coöperatie
De stichting Erfgoed Gelderland vormt het bureau en ondersteunt de provincie Gelderland bij de uitvoering van het erfgoedbeleid. De medewerkers zijn adviseurs, geven scholing en training en voeren projecten uit. De stichting heeft de ANBI-status. 
De coöperatie Erfgoed Gelderland bestaat uit ongeveer 250 erfgoedorganisaties in de provincie Gelderland, waaronder lokale historische verenigingen, archieven, erfgoedcentra, kastelen en musea. De coöperatie richt zich op de samenwerking tussen de erfgoedorganisaties. Deze samenwerking leidt tot een betere zichtbaarheid en belangenbehartiging. Twee keer in het jaar vindt een ledenvergadering plaats.
De coöperatie is nauw verbonden met de stichting Erfgoed Gelderland.

## Projecten en diensten
Erfgoed Gelderland ondersteunt musea, historische verenigingen en andere erfgoedorganisaties met het beheren van collecties en het vertellen van verhalen. Dat gebeurt op verschillende manieren. Erfgoed Gelderland organiseert onder meer trainingen, workshops en netwerkbijeenkomsten en geeft advies en begeleiding bij museale vraagstukken of beleidsprocessen. Ook is Erfgoed Gelderland betrokken - in coördinerende en/of uitvoerende rol - bij verschillende samenwerkingsprojecten. Deze projecten richten zich op uiteenlopende gebieden van het Gelderse erfgoedveld, waaronder publieksarcheologie, digitalisering van collecties en verhalen, immaterieel erfgoed, oral history, museale publiekspresentaties en erfgoededucatie.
Erfgoed Gelderland werkt nauw samen samen met de leden binnen de coöperatie, en met organisaties daarbuiten. Deze provinciale, landelijke en Europese samenwerkingspartners variëren van overheden en culturele organisaties tot onderwijsinstellingen en de toeristische sector.

## Zichtbaarheid van Gelderse verhalen en collecties
Erfgoed Gelderland beheert diverse websites. Deze hebben onder meer als doel: de Gelderse erfgoedorganisaties en hun verhalen en collecties samen en in samenhang zichtbaar maken voor een breed publiek.
- mijnGelderland.nl. mijnGelderland toont de Gelderse geschiedenis aan de hand van routes, verhalen en oral history interviews.
- CollectieGelderland.nl. CollectieGelderland werkt aan het beter houdbaar, bruikbaar en zichtbaar maken van de erfgoedcollecties in Gelderland. Op de website worden de collectiestukken getoond van tientallen erfgoedorganisaties.
- VerhaalvanGelderland.nl. Met Verhaal van Gelderland brengt Erfgoed Gelderland Gelderse collectiestukken, verhalen en musea bij elkaar. Op de website staat een overzicht van de Gelderse geschiedenis, inclusief verwijzingen naar musea die daar meer over vertellen.
- Reizenindetijd.nl. Reizen in de tijd brengt basisschool en museum samen. De website toont het educatieve aanbod van tientallen erfgoedorganisaties.
- Erfgoedtour.nl. Erfgoed Gelderland beheert de webapplicatie Erfgoedtour. Daarmee kunnen erfgoedorganisaties een mediatour aanbieden voor hun bezoekers.

## Andere provinciale centra
Elke provincie heeft in principe een provinciale erfgoedinstelling. Deze erfgoedinstellingen wisselen onderling ook informatie en kennis uit binnen het Overleg Provinciale Erfgoedinstellingen Nederland (OPEN). Ook Erfgoed Gelderland is daarbij betrokken, samen met de andere provinciale erfgoedinstellingen. 